# Tagoropsis ankaratra
Tagoropsis ankaratra är en fjärilsart som beskrevs av Pierre E.L. Viette 1954. Tagoropsis ankaratra ingår i släktet Tagoropsis och familjen påfågelsspinnare. Inga underarter finns listade i Catalogue of Life.